# Lucius Licinius Lucullus (consul en -151)
Pour les articles homonymes, voir Lucius Licinius Lucullus.
Lucius Licinius Lucullus est un homme politique de la Rome antique, de la famille plébéienne des Licinii.
En 151 av. J.-C., il est consul. Il est le premier de sa famille à être consul.
Ayant effectué une levée de troupes avec rigueur et sans accorder d'exemption, il a été emprisonné par les tribuns de la plèbe, qui n'avaient pu obtenir de dispense pour leurs amis.
À son arrivée en Espagne, il a été déçu de constater que les Celtibères avaient fait la paix. Il poursuivit les opérations militaires et soumit les Cantabres et les Vaccéens. Selon Appien, il entreprit cette campagne par pur intérêt, sans l'aval du Sénat romain et sans que les Vaccéens aient donné un motif de guerre. Ayant franchi le Tage, il obligea la cité de Cauca à capituler, puis massacra par traîtrise les habitants mâles et adultes. Il fit ensuite le siège d'Intercatia, sans parvenir à s'en emparer, et abandonna son siège contre la livraison de bétail et de dix mille manteaux. Après une dernière tentative contre Pallantia et manquant de ravitaillement, Lucullus dut se retirer vers le Douro. Quoique cette expédition militaire ait été menée sans autorisation, Lucullus n'eut pas à s'en expliquer devant le peuple romain.
L'année suivante, il participe avec Servius Sulpicius Galba à la guerre contre les Lusitaniens, et remporte plusieurs succès près de Gadès.